# Blas de la Garza Falcón
Blas de la Garza-Falcón y Sepúlveda (1673, hacienda de Pesquería Chica, Reino de Nuevo León-21 de enero de 1736, Presidio de San Juan Bautista del Río Grande, Coahuila, Nueva España) fue un militar neoleonés y funcionario de la Corona de Castilla, destacado por ostentar en dos ocasiones el cargo de gobernador y capitán general de la provincia de Coahuila en sucesión de don José de Azlor y Virto de Vera, II marqués de San Miguel de Aguayo, en cuya expedición participó con cargo de teniente de capitán general.

## Origen
Blas de la Garza-Falcón nació el año de 1673 en la hacienda del Espíritu Santo de Pesquería Chica, Reino de Nuevo León, siendo hijo del sargento mayor don Francisco de la Garza-Falcón y González-Hidalgo, dueño de la hacienda de Pesquería, y de doña Leonor García de Sepúlveda y Fernández de Castro. El nombre de Blas provenía de su abuelo paterno (quien erróneamente se ha citado como su padre), el capitán don Blas María de la Garza-Falcón y Tremiño (1591-1669), dueño de la hacienda de San Francisco, a su vez hijo del capitán Marcos Alonso de la Garza, cofundador de Monterrey, y de doña Juana de Tremiño y Quintanilla. 

## Biografía
En 1718 se unió a la expedición del marqués de Aguayo al norte del Río Grande, destacada por la expulsión de las tropas francesas de la provincia de Texas y la demarcación de la frontera novohispana con La Luisiana (neofrancesa), el cual lo nombró su teniente de gobernador y capitán general. En 1723 fue nombrado sucesor del marqués de Aguayo en la gobernación y capitanía general de la provincia de Coahuila por nombramiento del virrey marqués de Casa Fuerte, mientras que la de Texas pasó a Fernando Pérez de Almazán. 
Durante su primer gobierno se promovió la expedición del brigadier Pedro de Rivera (1724-1728), así como la ejecución del Reglamento de Rivera (1729). En 1729 fue sucedido en la gobernatura de Coahuila por el capitán Manuel de Sandoval, quien acusado de corrupción fue removido de su cargo en septiembre de 1733, dando lugar al segundo nombramiento de Garza-Falcón como gobernador de la misma provincia. Durante su segundo mandato, reforzó el sistema de presidios y llevó a cabo una fuerte limpieza de la administración. En 1734, nombró a su hijo Clemente de la Garza-Falcón, como teniente de gobernador.
En 1735, el virrey-arzobispo VIzarrón lo designó para determinar la ubicación de un nuevo presidio. Partió de Monclova el 12 de diciembre del mismo año hasta el presidio de San Juan Bautista del Río Grande, desde donde exploró las márgenes del río Grande hasta el río San Diego junto a don José Antonio de Ecay y Múzquiz, entonces comandante del presidio. Habiendo caído enfermo, designó a uno de sus hijos, el capitán Miguel de la Garza-Falcón, que continuara la expedición río arriba, encontrando el sitio adecuado en el río San Diego, el cual se bautizó con el nombre de presidio de Santa Rosa del Sacramento.. El virrey-arzobispo nombró a Garza-Falcón comandante del presidio, cargo en el que le sucedió su hijo Miguel después de su muerte, acaecida el 21 de enero de 1736 en el presidio de Río Grande. Su hijo Clemente de la Garza-Falcón le sucedió como gobernador de Coahuila.

## Matrimonio y descendencia
Casó el 14 de enero de 1698 con su prima segunda doña Beatriz de Villarreal y de la Garza (1679), hija del capitán don Juan Bautista de Villarreal y de las Casas (nieto paterno del capitán Diego de Villarreal, alcalde mayor de Almadén y alférez real de Saltillo, fundador del Valle de las Salinas, y nieto materno del capitán Bernabé de las Casas, alcalde mayor de Monterrey), y de doña Clara Luisa de la Garza y Gutiérrez de Lara (nieta paterna del capitán Marcos Alonso de la Garza, cofundador de Monterrey). Fueron padres de:
- Mariana de la Garza-Falcón y Villarreal (1698). Casó en 1735 con el capitán don José Francisco de Ecay-Múzquiz y Vera, hijo de José Antonio de Ecay y Múzquiz, gobernador de Coahuila y Texas,[6] y de doña Vicenta de Vera. Su hijo, el teniente Blas María de Ecay y Múzquiz, fue el padre del general Melchor Múzquiz, 5.º presidente de México.
- Miguel de la Garza-Falcón y Villarreal (1699), capitán, comandante del presidio de Santa Rosa del Sacramento.[5]
- Clemente de la Garza-Falcón y Villarreal (1690), general, gobernador de la provincia de Coahuila (1736-1739).
- María de la Candelaria de la Garza-Falcón y Villarreal (1702). Casó con don Ignacio González de Maya.
- Francisca Javiera de la Garza-Falcón y Villarreal (1705). Casó con don José Nicolás de Elizondo y Villarreal.
- Leonor Javiera de la Garza-Falcón y Villarreal (1705). Casó con don Pedro González de Paredes y Olea, hijo de don Juan González de Paredes y de los Santos, encomendero de los Júmenes, dueño de la hacienda vitivinícola de San Juan Bautista en Parras, y de doña María Camacho de Olea.
- José Luis de la Garza-Falcón y Villarreal (1711). Casó con doña Manuela González de Paredes y Villarreal (1725), hija de don José González de Paredes y Morales, y de doña Francisca Javiera de Villarreal y Treviño.
- Blas María de la Garza-Falcón y Villarreal (1712), capitán, comandante del presidio de San Gregorio de Cerralvo, fundador de Camargo y del condado de Nueces (Texas). Casó en primeras nupcias en 1731 con doña Catalina Gómez de Castro y de León, hija de don Pedro Gómez de Castro y Sánchez de Zamora, y de doña Hermenegilda Francisca de León y García-Dávila. Casó en segundas nupcias con doña Josefa de los Santos-Coy, hija de don Nicolás de los Santos-Coy y Méndez-Tovar, alcalde de Cerralvo, y de doña Ana María Guerra-Cañamar y de la Garza.
- María Ignacia de la Garza-Falcón y Villarreal (1713). Casó en 1734 con don Ignacio Guerra-Cañamar y del Bosque (1713), hijo de don Ignacio Guerra-Cañamar y Cavazos, y de doña María del Bosque y Farías.
- Juana Isabel de la Garza-Falcón y Villarreal. Casó con Juan González de Maya.